# Мухамеджанов, Сыдык
Сыдык Мухамеджанов (каз. Сыдық Мұхамеджанов; 5 сентября 1924 — 3 февраля 1991) — казахский, советский композитор. Народный артист СССР (1990).

## Память

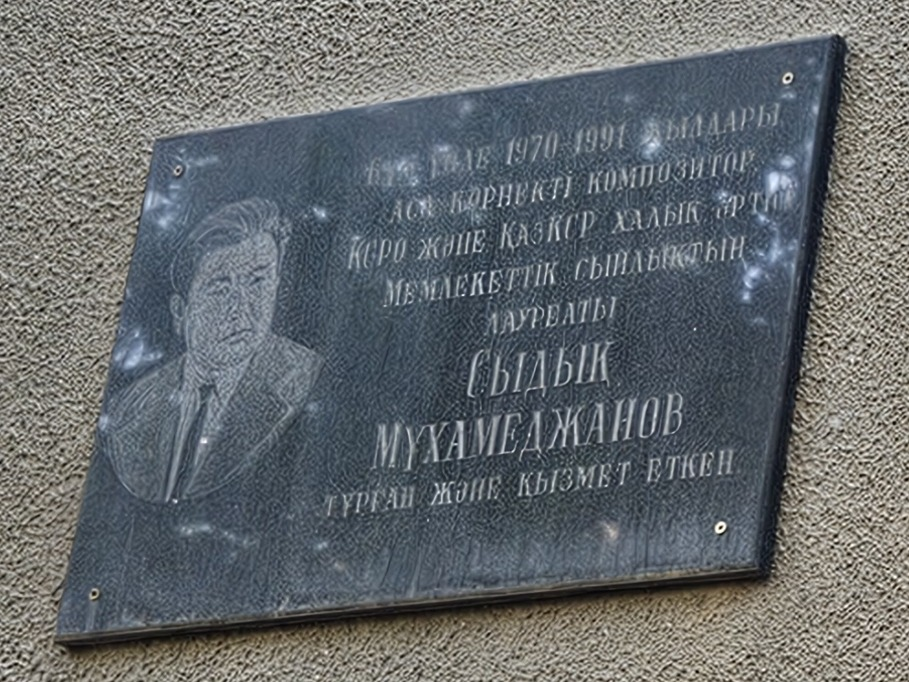
Мемориальная доска Мухамеджанову на стене дома-музея Кунаева, Алматы

В честь Сыдыка Мухамеджанова названа улица в Астане в районе Сарыарка.

## Биография
Родился 5 сентября (по другим источникам — 5 августа) 1924 года в урочище Улькенбулак (Большой Родник) (ныне — Шетский район, Карагандинская область, Казахстан). Происходит из подрода Карсон рода Каракесек племени Аргын.
В 1950 году окончил теоретико-композиторское отделение Алма-Атинского музыкального училище им. П. Чайковского (ныне Алматинский музыкальный колледж имени П. И. Чайковского), в 1957 — композиторское отделение Казахской консерватории им. Курмангазы (по классу Е. Г. Брусиловского).
В годы учёбы в консерватории, с 1953 года был музыкальным редактором (позже художественным руководителем) Казахского радио.
В 1960—1962 годах — председатель правления Союза композиторов Казахстана.
В 1964—1968 годах — директор и художественный руководитель Казахской государственной филармонии им. Джамбула, в 1969—1972 годах — директор Казахского государственного академического театра оперы и балета им. Абая.
Его сонаты для скрипки и фортепьяно, пьесы, кюи, написанные для оркестра народных инструментов, а также поэмы для камерных оркестров стали образцом всестороннего развития, высокой художественности произведений казахской инструментальной, оркестровой камерной музыки.
Член КПСС с 1961 года.
Умер 3 февраля 1991 года в Алма-Ате. Похоронен на Кенсайском кладбище.

### Семья
- Дети: дочь — Ляйля Мухамеджанова, музыковед, член Союза композиторов РК; дочь — Ляззат Мухамеджанова; сын — Мурат Мухамеджанов, художник; дочь — Гульжан Мухамеджанова, пианистка.
- Внуки — Ахан Мухамеджанов, Ашим Унайбеков, скрипач, композитор.

## Награды и звания
- Народный артист СССР (1990)
- Орден Дружбы народов (1984)
- Государственная премия Казахской ССР (1974)[5]
- Орден Октябрьской Революции (1971)
- Народный артист Казахской ССР (1967)
- Заслуженный деятель искусств Казахской ССР (1961)
- Орден «Знак Почёта» (3 января 1959) — за выдающиеся заслуги в развитии казахского искусства и литературы и в связи с декадой казахского искусства и литературы в гор. Москве

## Творчество

### Список произведений
Оперы:
- «Айсулу» (1964, вторая редакция − 1979, к 25-летию освоения целины, либретто К. Шангитбаева)
- «Девушка-загадка» («Жұмбақ қыз», 1971, по поэме С. Сейфуллина «Кокшетау»)
- «Ахан сере — Актокты» (1982, либретто Г. Мусрепова)
- «Абай и Айгерим» (радиоопера) (на основе своих 20 романсов на стихи Абая, либретто автора)

Оратории:
- «Голос веков» («Гасырлар уны») (1960, текст К. Шангитбаева)

Концерты:
- для голоса с оркестром (1959)
- для скрипки с оркестром (1975)
- для домбры с оркестром (1985)
- для кобыза с оркестром (1988)

Вокально-симфонические произведения:
- «Поэма о Ленине» (1962)
- «Кантата о Ленине» (1964)
- кантата «Табигат»

Для оркестра:
- 4 симфонии, в том числе «Буря» (1968, посв. 100-летию со дня рождения В. И. Ленина)
- симфонический кюй «Дархан дала» (1987)

Для оркестра казахских народных инструментов:
- симфонический кюй «Родина радости» («Шаттык Отаны») (1951)

Для хора a capellа:
- кантата «Времена года» (1975, на стихи А. Кунанбаева)

Другое:
- музыка к спектаклям драматического театра, в том числе: «Алдар-Косе» Ш. Хусаинова (1952), «Ботагоз» по С. Муканову (1957), «Рабига» Ж. Аймауытова (1959), «Ох уж эти девушки!»"Беу, кыздар-ай" К. Байсеитова и К. Шангитбаева (1960), «Сауле» Т. Ахтанова (1961) и другие
- песни и романсы — цикл песен на слова Абая («Жарқ етпес қара көңілім не қылса да» — «Вовек моя душа не расцветёт», «Өзгеге көңілім тоярсың» — «Всем пресытиться может душа», «Ғашықтың тілі — тілсіз тіл» — «Бессловесен язык любви»), «Вальс весны», «Берёзка с тайной», «Моя Венера» («Шолпаным»), «Колышется степь целинная», патриотические: «Жаркырайды Темиртаудын оттары» (Сверкают огни Темиртау), «Песнь труда», «Марш молодости» и другие.

### Композиторская фильмография
- 1955 — «Мать и сын» (короткометражный)
- 1958 — «Мы из Семиречья» (совм. с Н. Крюковым)
- 1961 — «Если бы каждый из нас»
- 1962 — «Перекрёсток»
- 1964 — «Безбородый обманщик»
- 1965 — «Мечта моя»
- 1972 — «Лесная баллада»
- 1975 — «У подножия Найзатас»
- 1976 — «Третья сторона медали»

Актёр
- 1967 — «За нами Москва» — эпизод